# Täubchenschnecken
Die Täubchenschnecken (Columbellidae) sind eine große Familie ausschließlich mariner Schnecken.
Die rund 400 lebenden Arten sind meist herbivor oder spezialisiert auf das Fressen kleiner, sessiler Tiere. Erste Vertreter der Columbellidae erscheinen im Fossilbericht bereits im Eozän (Paläogen, „Tertiär“).

## Merkmale
Die Gehäuse sind rechts gewunden und haben eine Adultgröße von etwa 2 mm bis etwa 5 cm. Die Gehäuseformen reichen von eiförmig bis hochkonisch. Die Ornamentierung ist mäßig ausgeprägt; sie reicht von fast glatten Gehäusen mit deutlicher Anwachsstreifung bis zu kräftigen Rippen mit flachen Knoten. Viele Gehäuse zeigen auffällige Farbmuster. Der Fuß ist klein bis nur mäßig groß; ein Operculum ist meist vorhanden. Der Mantel bildet einen kurzen Siphonalkanal. Die mäßig langen Fühler sitzen auf einem relativ kleinen Kopf. Die Mantelhöhle ist auffallend lang.

## Lebensweise
Der Schwerpunkt der Verbreitung liegt in den tropischen und subtropischen Gewässern. Einzelne Arten drangen jedoch auch in kältere Meere vor (auf der Nordhalbkugel bis zu den Lofoten, auf der Südhalbkugel bis Neuseeland). Meist sind es Flachwasserbewohner, ausgesprochene Tiefseeformen sind selten (max. Tiefe: 3360 m). Sie leben auf Weichböden, Sandböden, Felsen und Korallenschutt. Sie weiden hier den Algenbewuchs ab, wobei meist auch kleine, sessile Tiere mit aufgenommen werden. Andere Arten haben sich auf das Abweiden von Hydrozoen spezialisiert. Eine Art hat sich auf das Fressen von Eiern bzw. Eigelegen anderer Schnecken spezialisiert.

## Systematik
Die Familie wird nach Bouchet & Rocroi (2005) in zwei Unterfamilien unterteilt:
- Columbellinae Swainson, 1840
- Atilinae Cossmann, 1901